# ESA Nacional
A Escola Superior de Advocacia Nacional (ESA Nacional) é braço educacional do Conselho Federal da Ordem dos Advogados do Brasil, que tem como principal finalidade o aprimoramento da advocacia.
Ligada ao Conselho Federal da Ordem dos Advogados do Brasil (CFOAB), a Escola Superior de Advocacia Nacional (ESA Nacional) foi fundada em 17 de agosto de 1999 com o objetivo de estimular a educação continuada para o exercício da advocacia. A ESA Nacional oferece, tanto por iniciativa própria quanto por meio de parcerias, cursos livres, cursos gratuitos e cursos de especialização, além de também promover palestras e eventos.

## Seccionais
A ESA Nacional possui 27 seccionais que também promovem parcerias e programas locais voltados ao estímulo da advocacia:
| ESA-AC | ESA-AL | ESA-AP | ESA-AM | ESA-BA | ESA-CE | ESA-DF | ESA-ES | ESA-GO |
| ESA-MA | ESA-MT | ESA-MS | ESA-MG | ESA-PA | ESA-PB | ESA-PR | ESA-PE | ESA-PI |
| ESA-RR | ESA-RO | ESA-RJ | ESA-RN | ESA-RS | ESA-SC | ESA-SP | ESA-SE | ESA-TO |

## Cursos de pós-graduação
Em parceria com a Universidade Candido Mendes (UCAM) e a Inverta Educacional, a ESA Nacional oferece de forma recorrente 16 cursos de especialização:
- Advocacia Desportiva[9];
- Advocacia Pública[10];
- Advocacia Trabalhista[11];
- Ciências Criminais com Ênfase em Segurança Pública[12];
- Ciências Penais[13];
- Direito Contratual e Responsabilidade Civil[14];
- Direito Constitucional[15];
- Direito Empresarial[16];
- Direito de Família e das Sucessões[17];
- Direito Imobiliário e Notarial[18];
- Direito Municipal[19];
- Direito Previdenciário[20];
- Direito Processual Civil[21];
- Direito e Processo do Trabalho[22];
- Direito Tributário[23];
- LGPD, Privacidade e Proteção de Dados[24].

Em setembro de 2021, em parceria com a Faculdade de Direito da Fundação Escola Superior do Ministério Público do Rio Grande do Sul (FMP), a ESA Nacional e o CFOAB lançaram um edital com 15 mil bolsas de estudo para especialização em Advocacia Cível.
Em fevereiro de 2024, mais uma vez em parceria com a FMP, a ESA Nacional e o CFOAB lançaram um edital com 10 mil bolsas de estudo para especialização em Advocacia Trabalhista e Previdenciária.

## Facudade ESA-OAB
Em agosto de 2024, o Ministério da Educação assinou uma portaria que permitiu a criação da Faculdade Escola Superior de Advocacia da OAB Nacional (Faculdade ESA-OAB). A instituição vai oferecer cursos livres, cursos de especialização e cursos superiores de tecnologia a distância.